# Hegyi fahéjszínűbagoly
A hegyi fahéjszínűbagoly (Amphipyra perflua)  a rovarok (Insecta) osztályának a lepkék (Lepidoptera) rendjéhez, ezen belül a bagolylepkefélék (Noctuidae) családjához tartozó faj.

## Elterjedése
Európa nagy részében elterjedt, de előfordul Szibériában, a Távol-Keleten, és Koreában.

## Megjelenése
- lepke: szárnyfesztávolsága 44-54 milliméter. Az első szárnyak sötétbarna színűek, a szárnytő világosbarna, a külső szélüket apró világos színű csipkézett sáv díszíti. A hátsó szárnyak szürkésbarnák.
- pete: gömb alakú és erősen lapított, először sárga, később sárgás szürke
- a hernyó:  tompa világoszöld színű, fehér, zöld csíkos
- báb: sárgásbarna

## Életmódja
- nemzedékek: egy nemzedékes faj, július közepétől szeptember elejéig rajzik. A báb telel át.
- hernyók tápnövénye: különböző fák és cserjék, mint a galagonya, a nyár, a fűz, a nyárfa, a szil, a mogyoró, a kökény és az alma. Néhány területen a fagyalt és a loncot kedvelik.

## Fordítás
- Ez a szócikk részben vagy egészben  a   Gesäumte Glanzeule című német Wikipédia-szócikk fordításán alapul.  Az eredeti cikk szerkesztőit annak laptörténete sorolja fel. Ez a jelzés csupán a megfogalmazás eredetét és a szerzői jogokat jelzi, nem szolgál a cikkben szereplő információk forrásmegjelöléseként.